# Oligotoma maritima
Oligotoma maritima is een insectensoort uit de familie Oligotomidae, die tot de orde webspinners (Embioptera) behoort. De soort komt voor in Nieuw-Guinea.
Oligotoma maritima is voor het eerst wetenschappelijk beschreven door Ross in 1948.